# New Gods
New Gods (nous deus) és una raça de ficció que apareix a la sèrie homònima de comic book publicada per DC Comics, a més d'altres títols de DC. Creats i dissenyats per Jack Kirby, van aparèixer per primera vegada el 22 de desembre de 1970 amb data de portada febrer-març de 1971 a New Gods nº 1.

## Historial de publicacions

### Volum 1 (1971)
Els New Gods són nadius dels planetes bessons de New Genesis i Apokolips. New Genesis és un planeta idíl·lic ple de boscos, muntanyes i rius verges i està governat pel benevolent Highfather, mentre que Apokolips és una distopia de pesadilla, contaminada i arruïnada, plena de maquinària i fosses de foc, i està governada pel tirànic Darkseid. Els dos planetes van formar part del mateix món, un planeta anomenat Urgrund (mot alemany per "terreny primordial"), però es va dividir fa mil·lennis després de la mort dels vells déus durant el Ragnarök. Els personatges associats als New Gods són sovint denominats col·lectivament "Fourth World" (Quart Món). Kirby va iniciar el "Fourth World" a Superman's Pal Jimmy Olsen nº 133 (data de portada octubre de 1970). The New Gods va aparèixer per primera vegada a New Gods nº 1 (data de portada febrer-març de 1971) i Forever People nº 1 (febrer-març de 1971). Un altre títol del "Fourth World" Mister Miracle es va llançar amb data de portada d'abril de 1971. Diversos nous déus, sobretot Darkseid, van continuar interactuant amb altres persones del món DC.

L'assistent de producció de Kirby en aquella època, Mark Evanier, va remarcar que:
| « | (anglès) Folks forget but the New Gods saga was intended to be a limited series ... There was no intention that these characters would go on forever. After Jack's books started getting good sales figures, DC demanded that we keep them going and use guest stars like Deadman, which we were very much against doing. So Kirby had this novel he was forever stuck in the middle of – he could never get to the last chapter. ... You can spot the issues where Jack kind of gave up trying to advance the story of Darkseid and Orion and was marking time. If those books had been intended from the start to run indefinitely, they would have been done very differently. | (català) La gent oblida, però la saga New Gods estava destinada a ser una sèrie limitada ... No hi havia cap intenció que aquests personatges continuessin per sempre. Després que els llibres de Jack comencessin a obtenir bones xifres de vendes, DC va exigir que continuéssim i utilitzés estrelles convidades com Deadman, cosa a la que vam estar molt en contra. De manera que Kirby va tenir aquesta novel·la a la qual va quedar sempre enganxat al mig; mai no va poder arribar al darrer capítol. ... podeu detectar els números en què Jack va renunciar a intentar avançar la història de Darkseid i Orion i estava marcant el temps. Si aquests llibres haguessin estat pensats des del principi per funcionar indefinidament, ho haurien fet de manera molt diferent. | » |

New Gods nº 1 marca la primera aparició de Orion, Highfather i Metron, entre d'altres. La seqüència d'obertura al·ludeix a la presència dels "Old Gods" (Vells déus) i dels "New Gods" (nous deus). En una història secundària a Forever People nº 5, "Young Gods of Supertown", l'explorador Lonar recupera un casc de les runes d'allò que representa l'última batalla dels Old Gods. El número 7, "The pact" (El pacte), volia explicar la història dels nous déus. L'editor va publicar onze números abans de la cancel·lació. Durant aquesta època es van publicar simultàniament les sèries Forever People i Mister Miracle, també escrites i dibuixades per Kirby. L'historiador de còmics Les Daniels va observar el 1995 que "la barreja de Kirby entre l'argot i el mite, la ciència-ficció i la Bíblia, va ser una apassionada sensació, però l'abast de la seva visió ha perdurat".

#### Retorn dels New Gods (1977)
El 1976, els New Gods van aparèixer a l'últim número de la 1st Issue Special. Al número apareixia un vestit de superheroi més convencional per a Orion, que lluiria els propers anys, però que no va provocar un rellançament. Aquest mateix any, Jenette Kahn es va convertir en la nova cap editorial de DC i va decidir reviure la línea del "Fourth World" el 1977. La sèrie New Gods es va tornar a iniciar al juliol de 1977, i amb el 1st Issue Special encara relativament recent, va donar continuïtat a la història d'aquest número. Tot i que el títol es va mantenir com "New Gods" a l'indicia i va conservar la seva numeració original, llançant-se amb el número 12, les portades van utilitzar el títol "The return of the New Gods". Gerry Conway va escriure la sèrie i Don Newton es va encarregar del dibuix a llapis.
La sèrie va introduir el personatge de Jezebelle. Es va cancel·lar amb el número nº 19 (juliol-agost de 1978) abans de la "DC Implosion", quan diversos factors relacionats amb el mercat van fer que DC anul·lés gairebé tots els títols llançats l'any anterior. Els capítols finals de la sèrie es van publicar com a històries secundàries a la revista Adventure Comics nº 459–460 (1978) amb una batalla final entre les forces de Darkseid i els New Gods, que va culminar en la derrota de Darkseid i la seva aparent “mort”. Conway va dir que va considerar que el final que va proporcionar per a la saga New Gods era insuficient, tot i que li va agradar molt treballar amb Newton a la sèrie.
La "mort" de Darkseid seria anul·lada ràpidament en la pròxima aparició dels New Gods a Justice League of America nº 183-185. La història de tres parts explicaria el retorn de Darkseid a Apokolips i el seu esquema de destruir la Earth-Two (Terra Dos) i teletransportar Apokolips al seu lloc, de manera que pogués conquistar un nou univers sense els New Gods. El pla es veuria afectat pel poder combinat dels New Gods, la Justice League i la Societat de la Justícia.

### Volum dos (1984)
Essencialment una sèrie de reimpressió, aquest volum incloïa dos exemplars de cada número de la sèrie original de 1971 per número. El número final de la mini sèrie estava originalment destinat a incloure una reimpressió de New Gods vol. 1 nº 11 i una nova història de 24 pàgines que conclouria la sèrie i acabaria amb Darkseid i Orion morts, però els editors de DC van impedir que Kirby utilitzés el seu final original previst. En canvi, Kirby va convertir-la en una història única anomenada "On the Road to Armagetto", que també va ser rebutjada, a causa del fet que no contenia un final definitiu de la sèrie. Una nova història titulada "Even Gods Must Die" va ser publicada com a sisè número de la sèrie, que al seu torn va servir de pròleg de la següent novel·la gràfica The Hunger Dogs, a la que els editors de DC van idonar llum verda per concloure la sèrie.

#### The Hunger Dogs
Publicada com a DC Graphic Novel nº 4, The Hunger Dogs va ser pensada per Kirby i DC per servir de final a tota la saga del Fourth World. El projecte es va veure en polèmica per la insistència de Kirby de que la sèrie hauria d'acabar amb la mort dels New Gods, cosa que va xocar amb les exigències de DC que aquests no podien ser assassinats.
Com a resultat, la producció de la novel·la gràfica va patir molts retards i revisions. Les pàgines i elements de la història de la mai publicada "On the Road to Armagetto" es van revisar i incorporar a la novel·la gràfica, mentre que DC va ordenar la reestructuració de tota la trama, resultant que moltes pàgines de la història es reordenessin de l'ordre de lectura previst per Kirby.
Al final, The Hunger Dogs va mostrar com l'afligida i esclavitzada població d'Apokolips es va aixecar contra Darkseid en una gran revolta d'esclaus, obligant a Darkseid a fugir del seu món natal. Aquest final no duraria, ja que Darkseid reclamaria Apokolips fora d'escena abans dels esdeveniments del crossover Legends de 1986.

### Volum tres (1989)
Després de la sèrie limitada Cosmic Odyssey de Jim Starlin i Mike Mignola, es va llançar una nova sèrie de New Gods. Escrita pel que va ser durant molt temps assistent de Kirby, Mark Evanier, amb el coautor i dibuixant Paris Cullins, aquest seria l'etapa de New Gods més llarga que s'ha executat. Arribant a 28 números, aquest volum es va publicar de febrer de 1989 a agost de 1991. De vegades es considera aquesta sèrie el volum dos, ja que el volum esmentat anteriorment fou essencialment una reimpressió del volum primer.

### Volum Quatre (1995)
Originalment escrit per Tom Peyer i Rachel Pollack i dibuixat per Luke Ross, el volum quatre de New Gods va funcionar des d'octubre de 1995 fins a febrer de 1997. John Byrne el va ser continuar per als números nº 12-15 al final de la sèrie. Aquest títol seria reanomenat com a Jack Kirby's Fourth World, també per Byrne, amb restabliment de numeració al número 1 i portades proporcionades per Walt Simonson. La sèrie Orion de Walt Simonson, que continuava presentant el serial secundari "Tales of the New Gods", va començar al Jack Kirby's Fourth World de Byrne i va servir com una extensió d'aquest. Simonson volia simplement titular la seva sèrie "New Gods", però DC creia que el nom s'havia fet servir massa recentment.
La novel·la gràfica de John Byrne Darkseid vs Galactus: The Hunger també va aparèixer el 1995.

## 2007 – actualitat

### Death of the New Gods i Final Crisis
Tenint lloc tant al llarg de la sèrie: Countdown to Final Crisis (2007–2008) com al seu spinoff, Death of the New Gods, escrit per Jim Starlin, va ser un arc argumental que incloïa les misterioses morts dels New Gods. a tot l'univers, en preparació per a les pròximes narracions de la Final Crisis de Grant Morrison publicada més tard el 2008. Tal com s'elabora a Death of the New Gods, el misteriós Godkiller va resultar ser un agent de la pròpia Source (font) sensible, que pretenia destruir l'imperfecte Fourth World - compromès amb la pertorbació en la seva creació pels vells déus - a favor d'un més perfecte "Fifth World" (Cinquè Món) reunint la Source amb l' Anti-Life Equation (Equació Anti-Vida). Els intents inicials de la font per recrear el Fifth World havien estat obstaculitzats per la Crisi on Infinite Earths que va unificar el Multivers i va forjar un Source Wall (mur de font) impenetrable al voltant de l'Anti-Life Equation. Manipulant subtilment personatges com Alexander Luthor, Jr., i Booster Gold per recrear el Multivers va fer que el mur de la font fos menys impenetrables. L'agent de la Font es revela que és l'Infinity Man (Home Infinit) dels New Gods. Darkseid adquireix els poders de l'Anti-Life Equation i aprofita les morts dels nous déus mitjançant l'ús de l'humà Jimmy Olsen com a “captador d'ànima” per als déus, des del qual pot reclamar tots els seus poders i recrear l'univers a la seva imatge pròpia, però és assassinat quan la Source és capaç d'enviar el fill ressuscitat de Darkseid, Orion, que li tregui el cor. Orion abandona l'escena de la defunció per morir per les seves pròpies ferides; i, aparentment amb èxit, l'entitat Source aconsegueix reunir-se amb l'entitat Anti-Life i fusionar Apokolips amb New Genesis per crear el Fifth World, amb els New Gods del Fourth World tots morts.
A DC Univers nº 0, un pont entre les sèries limitades de Countdown i Final Crisis, Darkseid va ressuscitar a la Terra. A Final Crisis, Darkseid i els seus esbirros existeixen ara a la Terra amb la disfressa de criminals organitzats, amb Darkseid prenent el nom de "Boss Dark Side". Altres New Gods, com Metron i el Black Racer, també reneixen en encarnacions més noves i més elaborades del Fifth World. Orion és descobert mort pel detectiu Dan Turpin, fent que els Guardians of the Universe iniciin una investigació. Batman congetura que Orion va ser assassinat no per ferides per combatre Darkseid, sinó per una mena de bala enviada enrere en el temps. Darkseid difon l'Anti-Life Equation entre la població humana, creant esclaus monstruosos de les seves víctimes. Shilo Norman comença a reclutar un exèrcit, advertint que es va produir una guerra al cel on el mal va guanyar. Darkseid de la mateixa manera afirma que finalment ha sortit d'aquesta guerra al cel com vencedor. El vilà Libra reapareix a la Terra després d'una llarga absència, fent promeses als malvats de la Terra en nom de la deïtat a la qual ell venera.
A la conclusió de la sèrie, l'essència de Darkseid és destruïda; els nous déus, són ressuscitats i renaixen; i Nix Uotan insinua que guiaran la recentment destruïda Earth-51 (Terra-51), restaurant-la a la prosperitat i la pau. Nix també indica que l'equip de Super Young són els nous Forever People del Fifth World.

### The New 52
Al setembre de 2011, The New 52 va reiniciar la continuïtat de DC. En aquesta nova línia de temps, Darkseid apareix per primera vegada a la Justice League nº 4. DeSaad i Steppenwolf també apareixen breument en aquest arc d'història, experimentant amb Superman i referint-se a “la cerca de la filla de Darkseid”, explicant les accions de Darkseid al llarg de l'infinit i el seu assalt i assimilació de diversos mons a tot el multivers. En números posteriors, es revela que els poders de teleportació de Cyborg estan vinculats als Boom Tubes, gràcies a les actualitzacions realitzades pel seu pare mitjançant la Mother Box que va trobar l'equip en la seva aventura inicial i que cada 1.000 vegades utilitza aquesta tecnologia, el transporta a ell i als seus camarades de la Lliga de Justícia a Apokolips.

### Edicions recopilatòries
Les diverses històries de New Gods han estat recollides en diversos volums. Els onze números de la sèrie original han estat recollits a Jack Kirby's New Gods (ISBN 1563893851). DC Comics va publicar un llibre de llibre Tales of the New Gods (ISBN 978-1401216375) al gener del 2008, que recopila totes les històries secundàries que apareixen anteriorment, un one-shot de Mark Evanier i Steve Rude de Mister Miracle i un relat inèdit de Mark Millar i Steve Ditko originalment. imprès a les pàgines d' Orion. El 2008, DC va llançar un one-shot titulat Countdown Special: New Gods nº 1, que va reimprimir Forever People nº 1, Mister Miracle nº 1 i New Gods nº 7. Death of the New Gods ha estat recollida en una edició de tapa dura (ISBN 1401218393) i posteriorment reimprès en format paperback.
Tot el treball de Kirby sobre el "Fourth World" es va recollir en quatre edicions Omnibus publicades el 2007 i el 2008: 
- Jack Kirby's Fourth World Omnibus
  - El volum 1 recull Forever People #1-3, Mister Miracle #1-3, The New Gods #1-3, Superman's Pal Jimmy Olsen #133–139, 396 pàgines, maig de 2007, ISBN 978-1401213442 (tapa dura);[24] desembre de 2011, ISBN 978-1401232412 (paperback).[25]
  - El volum 2 recull Forever People # 4-6, Mister Miracle #4-6, The New Gods #4-6, Superman's Pal Jimmy Olsen #141–145, 396 pàgines, agost de 2007, ISBN 978-1401213572 (tapa dura);[26] abril de 2012, ISBN 978-1401234409 (paperback)[27]
  - El volum 3 recull Forever People #7–10, Mister Miracle #7–9, The New Gods #7–10, Superman's Pal Jimmy Olsen #146–148, 396 pàgines, novembre de 2007, ISBN 978-1401214852 (tapa dura);[28] agost de 2012, ISBN 978-1401235352 (paperback)[29]
  - El volum 4 recull Forever People # 11; Mister Miracle # 10–18; The New Gods # 11; "Even Gods Must Die" de The New Gods vol. 2, #6; DC Graphic Novel #4: "The Hunger Dogs"; "On the Road to Armagetto!" (abans inèdita), 424 pàgines, març de 2008, ISBN 978-1401215835 (tapa dura);[30] desembre de 2012, ISBN 978-1401237462 (paperback)[31]

## Premis
Aquesta sèrie, juntament amb Forever People, Mister Miracle i Superman's Pal Jimmy Olsen va guanyar per a Jack Kirby un Premi Shazam com "Special Achivement by an Individual" (assoliment especial per part d'una persona) el 1971.
El 1998, els New Gods de Jack Kirby, de Jack Kirby, editat per Bob Kahan, va guanyar tant el premi Harvey al "Millor Projecte de Reproducció Domèstica" com el Premi Eisner per "Millor Col·lecció / Projecte Arxivístic".